# Lawrence Ennali
Lawrence Ennali (ur. 7 marca 2002 w Berlinie) – niemiecki piłkarz, występujący na pozycji pomocnika. Od 2024 roku zawodnik Houston Dynamo.

## Życiorys
Grał w juniorach m.in. takich klubów, jak 1. FC Nürnberg, Hertha BSC, Tennis Borussia Berlin, FC Viktoria 1889 Berlin, FC Schalke 04 i Hannover 96. 10 października 2020 roku zadebiutował w rezerwach Hannoveru w wygranym 2:1 meczu Regionalligi z VfL Wolfsburg II. Ogółem w sezonie 2020/2021 wystąpił w dwóch meczach ligowych. 14 sierpnia 2021 roku po raz pierwszy zagrał w oficjalnym meczu pierwszej drużyny, w przegranym 0:2 spotkaniu 2. Bundesligi z Dynamem Drezno. W sezonie 2021/2022 wystąpił w ośmiu meczach 2. Bundesligi w barwach Hannoveru 96. Na sezon 2022/2023 został wypożyczony do klubu 3. Ligi, Rot-Weiss Essen, gdzie wystąpił w 34 meczach. Latem 2023 roku został zakupiony przez Górnika Zabrze. W ekstraklasie zadebiutował 23 lipca w przegranym 0:2 spotkaniu z Radomiakiem Radom. Ogółem w najwyższej polskiej klasie rozgrywkowej rozegrał 26 meczów, w których zdobył 5 goli. Po zakończeniu sezonu został sprzedany za 2 750 000 euro do Houston Dynamo.

## Styl gry
Szkoleniowcy Ennaliego, Christoph Dabrowski i Jan Urban, podkreślali nadzwyczaj wysoką szybkość piłkarza.

## Statystyki ligowe
| Sezon     | Klub            | Liga          | Mecze | Gole |
| --------- | --------------- | ------------- | ----- | ---- |
| 2020/2021 | Hannover 96 II  | Regionalliga  | 2     | 0    |
| 2021/2022 | Hannover 96     | 2. Bundesliga | 8     | 0    |
| 2022/2023 | Rot-Weiss Essen | 3. Liga       | 34    | 3    |
| 2023/2024 | Górnik Zabrze   | Ekstraklasa   | 26    | 5    |